# Серро-Негро-де-Маяскер
Серро-Негро-де-Маяскер (Cerro Negro de Mayasquer) — стратовулкан, розташований в колумбійському департаменті Нариньйо біля кордону з Еквадором. На вершині вулканічного конуса розташована кальдера, відкрита на захід. Відкладення андезитної та дацитної лави ймовірно відносяться до епохи Голоцену. На берегах невеликого кратерного озера діють численні фумароли. Останнім зареєстрованим виверженням вважається виверження 1936 року, хоча воно могло походити з сусіднього вулкана Ревентадор. Також поруч (за 3 км на південний схід) знаходиться вища вершина стратовулкана Чілес. Чілес вивергався близько 160 тис. років тому, але гідротермальна активність у вигляді гарячих джерел зберігається і зараз.